# Studentische Tagung Sprachwissenschaft
 Die StuTS (für „Studentische Tagung Sprachwissenschaft“; im Logo auch [ʃtʊTS] geschrieben) ist eine unabhängig organisierte Konferenz von vorwiegend deutschsprachigen Studenten sprachwissenschaftlicher Fachrichtungen wie Linguistik, Germanistik, Indogermanistik, Afrikanistik, Romanistik, Phonetik oder Computerlinguistik, die jedes Semester einmal stattfindet. Parallel zur StuTS findet die Bundesfachschaftentagung der Sprachwissenschaften statt. Aus der StuTS gingen als Ableger die Tagung der Computerlinguistik-Studierenden (TaCoS), das Linguistik Meetup Berlin-Brandenburg, sowie die Sprachwissenschaftliche Tagung für Promotionsstudierende (STaPs) hervor.

## Allgemeines
Die StuTS findet jedes Semester an einer anderen Universität statt und wird ausschließlich von den dortigen Studenten, oft mit Unterstützung der Fachschaft, organisiert. Jede StuTS beginnt an einem Mittwochabend und endet am Sonntag mit dem Abschiedsbrunch. Die traditionellen Termine galten im Sommersemester das lange Wochenende mit dem variablen Feiertag Christi Himmelfahrt (Anfang bis Ende Mai), im Wintersemester das ehemals lange Wochenende mit dem gesetzlichen Feiertag Buß- und Bettag (seit 1995 nur noch in Sachsen).
Die Universität stellt meist die Räumlichkeiten. Die Teilnehmer aus anderen Städten und Ländern finanzieren ihre Anreise selbst – teilweise wird die Fahrt vom jeweiligen AStA bzw. StuRa unterstützt. Dafür ist die Unterkunft praktisch immer im Tagungsbeitrag enthalten, meist über Couchsurfing bei Studierenden der Gastgeber-Universität, aber auch in Pfarrheimen, Turnhallen oder Jugendherbergen. Außerdem umfasst der Tagungsbeitrag das Frühstück am Donnerstag bis Samstag.
Für Studenten ist die StuTS eine wichtige Gelegenheit, ohne den Druck, den Peer-Review und Anwesenheit von Koryphäen bei „echten“ wissenschaftlichen Konferenzen ausüben, eigene linguistische Theorien und Untersuchungen außerhalb von Seminaren einer breiteren Öffentlichkeit vorzustellen. Neben dem wissenschaftlichen Aspekt sind aber auch das gegenseitige Kennenlernen, Spaß und der Besuch einer anderen Stadt (Tourismus) Gründe, warum die Tagung seit über 30 Jahren regelmäßig stattfindet.
Im Jahr 2004 fand im Rahmen der DGfS-Jahrestagung die Gründung eines Fördervereins statt, der beim Erhalt der Infrastruktur und Finanzierung der Tagungen mithalf. Der Förderverein wurde 2015 aufgelöst. Ebenfalls seit 2015 gibt es den etwas allgemeiner orientierten Förderverein Junge Sprachwissenschaft e. V.

## Geschichte
Die erste StuTS fand 1987 an der Universität Hamburg statt. Die erste StuTS in Ostdeutschland wurde 1996 an der Technischen Universität Dresden abgehalten, die erste StuTS im deutschsprachigen Ausland bereits 1992 an der Karl-Franzens-Universität Graz in Österreich. Die StuTS tagte seitdem mehrmals außerhalb Deutschlands: im Frühjahr 2006 in Bern, 2008 erstmals außerhalb des deutschsprachigen Raumes in Amsterdam, 2017 in Zürich und Nimwegen, 2021 in Wien, 2022 in Leeuwarden, 2023 erneut in Wien und 2024 in Graz.
Die 67. StuTS wurde im Zuge der COVID-19-Pandemie erstmals online ausgerichtet. Die folgenden Tagungen in Berlin 2020 und Leipzig 2021 fanden ebenfalls online statt. Die StuTS in Wien 2021 wurde in einem Hybrid-Format durchgeführt. Die Online-Tagungen wurden weiterhin von Studierenden lokaler Universitäten organisiert. Vorträge und kulturelles Rahmenprogramm wurden entweder per Videokonferenz gehalten oder direkt als Video zur Verfügung gestellt, so zum Beispiel eine digitale Stadtführung durch Bayreuth. Die 71. StuTS erfolgte wieder in vor Ort in Leeuwarden.

## Gastgeber
- I. StuTS 1987, Universität Hamburg,
- II. StuTS 1987, Ludwig-Maximilians-Universität München,
- III. StuTS 1988, Christian-Albrechts-Universität zu Kiel,
- IV. StuTS 1988, Heinrich-Heine-Universität Düsseldorf,
- V. StuTS 1989, Universität Konstanz,
- VI. StuTS 1989 Rheinische Friedrich-Wilhelms-Universität Bonn,
- VII. StuTS 1990 Eberhard Karls Universität Tübingen,
- VIII. StuTS 1990 Universität Hamburg,
- IX. StuTS 1991 Karl-Franzens-Universität Graz,
- X. StuTS 1991 Universität Trier,
- XI. StuTS 1992 Heinrich-Heine-Universität Düsseldorf,
- XII. StuTS 1992 Bergische Universität Wuppertal,
- XIII. StuTS 1993 Christian-Albrechts-Universität zu Kiel,
- XIV. StuTS 1993 Universität Osnabrück,
- XV. StuTS 1994 Universität Hamburg,
- XVI. StuTS 1994 Ludwig-Maximilians-Universität München,
- XVII. StuTS 1995 Universität des Saarlandes, Saarbrücken,
- XVIII. StuTS 1995 Technische Universität Berlin,
- XIX. StuTS 1996 Technische Universität Dresden,
- XX. StuTS 1996 Eberhard-Karls-Universität Tübingen,
- XXI. StuTS 1997 Westfälische Wilhelms-Universität Münster,
- XXII. StuTS 1997 Christian-Albrechts-Universität zu Kiel,
- XXIII. StuTS 1998 Universität Leipzig,
- XXIV. StuTS 1998 Universität zu Köln,
- XXV. StuTS 1999 Universität Potsdam,
- XXVI. StuTS 1999 Universität Bielefeld,
- XXVII. StuTS 2000 Ruhr-Universität Bochum,
- XXVIII. StuTS 2000 Westfälische Wilhelms-Universität Münster,
- XXIX. StuTS 2001 Universität des Saarlandes, Saarbrücken,
- XXX. StuTS 2001 Ludwig-Maximilians-Universität München,
- XXXI. StuTS 2002 Christian-Albrechts-Universität zu Kiel,
- XXXII. StuTS 2002 Georg-August-Universität Göttingen,
- XXXIII. StuTS 2003 Philipps-Universität Marburg,
- XXXIV. StuTS 2003 Heinrich-Heine-Universität Düsseldorf,
- XXXV. StuTS 2004 Universität Leipzig,
- XXXVI. StuTS 2004 Johannes Gutenberg-Universität Mainz,
- XXXVII. StuTS 2005 Universität des Saarlandes, Saarbrücken,
- XXXVIII. StuTS 2005 Universität Bremen,
- XXXIX. StuTS 2006 Universität Bern,
- XL. StuTS 2006 Georg-August-Universität Göttingen,
- XLI. StuTS 2007 Universität Bielefeld,
- XLII. StuTS 2007 Christian-Albrechts-Universität zu Kiel,
- XLIII. StuTS 2008 Universiteit van Amsterdam,
- XLIV. StuTS 2008 Westfälische Wilhelms-Universität Münster,
- XLV. StuTS 2009 Heinrich-Heine-Universität Düsseldorf,
- XLVI. StuTS 2009 Ruhr-Universität Bochum,
- XLVII. StuTS 2010 Johannes Gutenberg-Universität Mainz,
- XLVIII. StuTS 2010 Universität Potsdam,
- XLIX. StuTS 2011 Universität Leipzig,
- L. StuTS 2011 Georg-August-Universität Göttingen,
- LI. StuTS 2012 Universität Stuttgart,
- LII. StuTS 2012 Technische Universität Berlin & Freie Universität Berlin
- LIII. StuTS 2013 Ludwig-Maximilians-Universität München,
- LIV. StuTS 2013 Heinrich-Heine-Universität Düsseldorf,
- LV. StuTS 2014 Ernst-Moritz-Arndt-Universität Greifswald,
- LVI. StuTS 2014 Universität Hamburg,
- LVII. StuTS 2015 Philipps-Universität Marburg,
- LVIII. StuTS 2015 Johann Wolfgang Goethe-Universität Frankfurt am Main,
- LIX. StuTS 2016 Universität Leipzig,
- LX. StuTS 2016 Ruprecht-Karls-Universität Heidelberg,
- LXI. StuTS 2017 Universität Zürich,
- LXII. StuTS 2017 Radboud University Nijmegen,
- LXIII. StuTS 2018 Christian-Albrechts-Universität zu Kiel,
- LXIV. StuTS 2018 Georg-August-Universität Göttingen,
- LXV. StuTS 2019 Universität zu Köln,
- LXVI. StuTS 2019 Ludwig-Maximilians-Universität München,
- LXVII. StuTS 2020 Universität Bayreuth (online),
- LXVIII. StuTS 2020 Humboldt-Universität zu Berlin (online),
- LXIX. StuTS 2021 Universität Leipzig (online),
- LXX. StuTS 2021 Universität Wien (hybrid),
- LXXI. StuTS 2022 Rijksuniversiteit Groningen, Leeuwarden,
- LXXII. StuTS 2022 Universität Hamburg,
- LXXIII. StuTS 2023 Goethe-Universität Frankfurt am Main,
- LXXIV. StuTS 2023 Universität Wien,
- LXXV. StuTS 2024 Universität Graz,
- LXXVI. StuTS 2024 Philipps-Universität Marburg,
- LXXVII. StuTS 2025 Universität Leipzig.